# 太平池水库
太平池水库是中华人民共和国吉林省农安县南部新凯河支流翁克河中下游的一座大型平原水库，是一座以防洪为主，兼顾灌溉、养鱼等综合利用的大型水利枢纽工程，是一座跨流域引蓄水工程。水库于1940年5月开始修建，满洲国倒台后工程停工，1958年水库复建工程开工，同年7月竣工交付使用。为减轻新凯河顺山堡河段以下区域内的洪水灾害及补充水库水源，1991年在顺山堡屯附近建了一座拦洪分水闸，经长8860米的导水路引新凯河水入库。水库总库容2.01亿立方米。主坝为均质土坝，长3200米，最大坝高8米。水库保护下游居民、耕地、交通线路的安全。经除险加固后，设计灌溉下游水田1293公顷，1989～2000年实际灌溉水田1567公顷。水库养鱼水面21平方千米，2003年产鱼150吨。